# ヴォスクオーレ仙台
ヴォスクオーレ仙台(ヴォスクオーレせんだい、Voscuore Sendai）は、日本の宮城県仙台市をホームタウンとするフットサルクラブ。

## 歴史

### Fリーグ加盟以前
1998年にディアボーイズ仙台として発足し、東北フットサルリーグに参加。2012年にディアボーイズ仙台が解散し、クオーレ仙台に改称して再出発した。2013年3月にはヴォスクオーレ仙台に改称し、同時にFリーグ準会員に認定された。「Voscuore」とは伊達政宗の時代から仙台に縁の深いイタリア語で、杜（森）を表す「BOSCO」と勇気や志を表す「CUORE」を、「BOSCO」の頭文字を勝利の象徴である「V」に変えて掛け合わせた造語。「VOS」はラテン語で「あなた達の」の意味でもあり、地域に根差すクラブを表す。
2013-14シーズン途中の2013年10月には元サッカー選手（ベガルタ仙台）の千葉直樹が加入。2014-15シーズンから日本フットサルリーグ（Fリーグ）に加盟した。

### 2014-15シーズン
Fリーグ加盟に合わせ、2014年4月に運営会社を株式会社化。経営基盤の確立を図る。株式会社化すると同時に、クラブ代表者（代表取締役社長）が旧運営法人の一般社団法人代表理事であった中野歩から、ベガルタ仙台・福島ユナイテッドFCでフロントスタッフを歴任し、現在もなおFIFA公式エディターを務める鈴木英寿に交代。一般社団法人はスクール事業等を引き続き運営する。
湘南ベルマーレからクロモト、佐々木諒、今井翔を獲得。アグレミーナ浜松から中島涼太を獲得した。また地元宮城出身の伊藤尚人をデウソン神戸から、藤巻孝平を東北1部フットサルリーグのBANFF SENDAIから特別指定選手にて獲得した。Fリーグ参戦初年度は苦しい闘いを強いられ、12チーム中11位でシーズンを終える。2014-15シーズン終了後に比嘉リカルド監督が退任。
また、2014-15シーズンからサテライトチームが東北フットサルリーグに所属している。サテライトチームはこのシーズンを1位で終え、FUTSAL地域チャンピオンズリーグにも出場して3位となった。全日本フットサル選手権には東北代表として出場した。

### 2015-16シーズン
2015-16シーズンにはサテライト監督であった佐藤隆行がトップチーム監督に就任。湘南ベルマーレから冨田祐耶、久光邦明、森脩を、バサジィ大分から日本代表経験のある村山竜三を、ペスカドーラ町田から同じく日本代表経験のある狩野新をそれぞれ獲得。8月には新監督としてFCバルセロナの下部組織等での指導経験をもつホセ・フェルナンデスを招聘。佐藤はコーチとしてチームに留まる。
このシーズンは12連敗を含む23戦連続未勝利と苦しみ、12チーム中最下位でシーズンを終えた。サテライトチームは東北フットサルリーグ2位となり、東北代表として全日本フットサル選手権に出場した。シーズン終了後、トップチームの10選手が退団した（1選手は後に復帰、1選手はスーパーバイザーに就任）と、鈴木英寿社長の退任が発表された。

### 2016-17シーズン
2016-17シーズン前にはトップチームに8選手が加入（うち2選手は特別指定選手）。
このシーズンも12チーム中最下位でシーズンを終えた。

### 2017-18シーズン
第4節終了後に、クロモト以来となる外国籍選手3名が加入した。
この後徐々にチーム成績が向上し、チーム初となるFリーグ連勝などを記録、過去最高となる9位でシーズンを終えた。
2018年1月18日、Fリーグが2018-2019シーズンから2部制を導入するにあたって新設されるFリーグディビジョン1（F1）へ参加することが決定した。

### 2019-20シーズン
シーズン中の2019年11月14日、Fリーグは、2020/2021シーズンFリーグクラブライセンス審査の結果、ヴォスクオーレ仙台にディビジョン2ライセンスを付与し、2020/2021シーズンディビジョン2への降格を決定、発表した。クラブの坂本理代表は降格について「経営の赤字が理由」と公表、Fリーグ側が1、2部を分ける明確な基準を公表していないため対応に苦慮したと述べた。

### Fリーグ退会
2020年4月、クラブ財政面の立て直しを図るため、F2リーグ戦への参戦をしないと発表した。Fリーグ所属クラブとプレシーズンマッチとして6試合を予定しているがこの他については未定である。
2020年9月に一般社団法人スポーツプロジェクト東北（2020年1月設立）へ運営が譲渡された。2021年4月、同法人のは共同代表である高橋直樹・本間一真の連名で、「2021-22シーズンのFリーグライセンスはF2ライセンス保留（リーグ活動休止）となった」と説明し、事実上リーグライセンス不交付によりF2リーグへの復帰はシーズン開始当初は認められないことになった。これについて、クラブエンブレム・およびロゴなどの商標権の使用が旧母体である「株式会社ヴォクスオーレ仙台」の債権者によって差し押さえられており、それを解除しなければFリーグエンブレム・ロゴを使用できないため、リーグ戦への参加も認められないためとしており、今後はトップリーグに求められる組織体制をさらに再構築し、2022-23シーズンからのF2復帰を目指すとしている。
2021年6月7日、以前の運営法人である株式会社ヴォスクオーレ仙台が仙台地方裁判所へ自己破産を申請した。帝国データバンクによると負債総額は2019年3月期末時点で約3億7,400万円。

### Fリーグ復帰
2022年2月5日、FリーグからFリーグクラブライセンスが交付されて、2022-23シーズンからのFリーグ復帰が認められた。

### 2022-23シーズン
F2リーグは4位だった。

### 2023-24シーズン
開幕から9連勝、途中アグレミーナ浜松戦で正GKの税田が接触プレーでアキレス腱断裂を起こし離脱、GKをサテライトからの昇格で補ってどうにかシーズンを戦い、最終的に14勝1分1敗でF2リーグ初優勝する。
2月17日、18日のF1F2入れ替え戦でF1最下位のエスポラーダ北海道との対戦は2戦合計7-3で仙台が北海道に2勝して5シーズンぶりにF1リーグ復帰を果たした。

### 2024-25シーズン
開幕から連敗が続き、10月19日には連敗が11に伸びたため、10月25日に2019年から監督を務めた清水誠監督の解任と後任の監督に中島千博ヴォスクオーレ仙台サテライト監督の昇格を発表した。
1月25日のボルクバレット北九州戦に引き分け23節未勝利となり、1シーズンでのF2リーグ降格が決定した。

## 成績

### トップチーム
| 年度    | 所属    | 順位   | 勝点 | 試合 | 勝 | 分 | 敗 | 得 | 失  | 得失 | オーシャン杯       | 全日本選手権                                             | 監督                          |
| 2012-13 | 東北1部 | 2位    | 32   | 14   | 10 | 2  | 2  | 58 | 22  | +36  | -                  | 一次ラウンド敗退                                         | 比嘉リカルド                  |
| 2013-14 | 東北1部 | 2位    | 32   | 14   | 10 | 2  | 2  | 61 | 23  | +38  | -                  | 一次ラウンド敗退                                         | 比嘉リカルド                  |
| 2014-15 | Fリーグ | 11位   | 15   | 33   | 3  | 6  | 24 | 59 | 129 | -70  | 1回戦敗退          | 一次ラウンド敗退                                         | 比嘉リカルド                  |
| 2015-16 | Fリーグ | 12位   | 14   | 33   | 4  | 2  | 27 | 43 | 118 | -75  | グループリーグ敗退 | 一次ラウンド敗退                                         | 佐藤隆行 ホセ・フェルナンデス |
| 2016-17 | Fリーグ | 12位   | 12   | 33   | 3  | 3  | 27 | 62 | 146 | -84  | -                  | 一次ラウンド敗退                                         | ホセ・フェルナンデス          |
| 2017-18 | Fリーグ | 9位    | 26   | 33   | 8  | 2  | 23 | 66 | 127 | -61  | 2回戦敗退          | 一次ラウンド敗退                                         | ホセ・フェルナンデス          |
| 2018-19 | F1      | 9位    | 35   | 33   | 9  | 8  | 16 | 78 | 103 | -25  | 2回戦敗退          | 3位                                                      | ホセ・フェルナンデス          |
| 2019-20 | F1      | 9位    | 33   | 33   | 9  | 6  | 18 | 82 | 118 | -36  | 2回戦敗退          | 新型コロナウイルス流行のため中止                         | ホセ・フェルナンデス 清水誠   |
| 2020-21 | -       | 不参加 | -    | -    | -  | -  | -  | -  | -   | -    | 中止               | 東北大会敗退                                             | 清水誠                        |
| 2021-22 | -       | 不参加 | -    | -    | -  | -  | -  | -  | -   | -    | 中止               | 2回戦敗退 （東北ヴォスクオーレゼクサヴァインとして出場） | 清水誠                        |
| 2022-23 | F2      | 4位    | 26   | 16   | 7  | 5  | 4  | 65 | 44  | +21  | 3回戦敗退          | 2回戦敗退                                                | 清水誠                        |
| 2023-24 | F2      | 優勝   | 43   | 16   | 14 | 1  | 1  | 66 | 32  | +34  | 2回戦敗退          | 2回戦敗退                                                | 清水誠                        |

### サテライト
| 年度    | 所属    | 順位 | 勝点 | 試合 | 勝 | 分 | 敗 | 得 | 失 | 得失 | 地域CL | 全日本選手権     | 監督                |
| 2014-15 | 東北1部 | 1位  | 33   | 14   | 10 | 3  | 1  | 71 | 30 | +41  | 3位    | 一次ラウンド敗退 | 佐藤隆行            |
| 2015-16 | 東北1部 | 2位  | 30   | 14   | 10 | 0  | 4  | 60 | 44 | +16  | -      | 一次ラウンド敗退 | - 佐藤隆行 中島涼太 |
| 2016-17 | 東北1部 | 3位  | 23   | 14   | 7  | 2  | 5  | 47 | 43 | +4   | -      | 東北予選敗退     | 中島涼太            |

## ホームゲーム開催実績
| シーズン | ゼビオ | カメイ | 青葉  | 塩釜  | 由利本荘 | その他              | 観客動員数 | 1試合平均 |
| -------- | ------ | ------ | ----- | ----- | -------- | ------------------- | ---------- | --------- |
| 2014-15  | 3試合  | 3試合  | 3試合 | 2試合 | ---      | ---                 | 9348人     | 850人     |
| 2015-16  | 3試合  | 3試合  | 3試合 | 2試合 | ---      | ---                 | 10286人    | 935人     |
| 2016-17  | ---    | 6試合  | 3試合 | 4試合 | ---      | 白石1試合           | 9899人     | 707人     |
| 2017-18  | 3試合  | 3試合  | 2試合 | 3試合 | ---      | ---                 | 8421人     | 766人     |
| 2018-19  | 2試合  | 4試合  | 1試合 | 3試合 | 1試合    | ---                 | 10414人    | 947人     |
| 2019-20  | ---    | 4試合  | 2試合 | 4試合 | 1試合    | ---                 |            |           |
| 2022-23  | ---    | 1試合  | 3試合 | ---   | 1試合    | 古川2試合 本宮1試合 |            |           |
| 2023-24  | ---    | ---    | 6試合 | ---   | ---      | 一関1試合 岩沼1試合 |            |           |

## 選手

### 2024-25シーズン所属選手
- 4 FP  金須恭弥
- 5 FP  柴田孝平
- 6 FP  渡邊一城
- 7 FP  小野寺那央
- 9 FP  平澤凌
- 10 FP  今井翔
- 11 FP  井上卓
- 13 FP  藤山翔太
- 16 FP  浅野翼

- 18 FP  本間海音
- 20 FP  尾梶志遠
- 22 FP  佐竹栄樹
- 28 GK  税田拓基
- 31 FP  山野瞭
- 55 FP  中村章
- 77 FP  橋本裕貴
- 88 GK  山本佳輝
- 89 FP  丸山将輝
- 99 FP  森村孝志

## 記録

### Fリーグ
2023-24シーズン終了時点
連勝
- F1: 3連勝 (2017-2018 第12節～第14節 他)
- F2: 9連勝 (2023-2024 第1節～第10節(第2節は試合なし))

連続無敗
- F1: 5戦 (2017-2018 第24節～第28節 他)
- F2: 9戦 (2023-2024 第1節～第10節(第2節は試合なし))

連敗
- F1: 12連敗 (2015-2016 第10節～第21節)
- F2: 2連敗 (2022-2023 第16節～第17節)

連続未勝利
- F1: 23戦 (2015-2016 第10節～第32節)
- F2: 3戦 (2022-2023 第10節・第5節(延期分)・第11節 他)

最多得点
- F1: 7-2 (2019年12月6日・第28節 vsペスカドーラ町田)
- F2: 10-2 (2022年11月19日・第12節 vsヴィンセドール白山)

最大得点差勝利
- F1: 7-2 (2019年12月6日・第28節 vsペスカドーラ町田)
- F2: 10-2 (2022年11月19日・第12節 vsヴィンセドール白山)

最多失点
- F1: 1-12 (2017年2月11日・第32節 vs名古屋オーシャンズ)
- F2: 6-7 (2022年10月10日・第3節 vsリガーレヴィア葛飾)

最大失点差敗戦
- F1: 1-12 (2017年2月11日・第32節 vs名古屋オーシャンズ)
- F2: 2-6 (2023年1月29日・第17節 vsしながわシティ)

ホームゲーム最多観客動員
- F1: 1617人 (2019年5月31日・第2節 vsシュライカー大阪 カメイアリーナ仙台)
- F2: 2003人 (2022年12月17日・第14節 vsデウソン神戸 カメイアリーナ仙台)

ホームゲーム最少観客動員
- F1: 479人 (2019年12月6日・第28節 vsペスカドーラ町田 カメイアリーナ仙台)
- F2: 427人 (2022年10月10日・第3節 vsリガーレヴィア葛飾 本宮市総合体育館)

### チーム通算対戦成績と得失点(Fリーグ)
2023-24年リーグ戦終了時点。
| 対戦チーム             | リーグ戦 | リーグ戦 | リーグ戦 | リーグ戦 | リーグ戦 | リーグ戦 |
| 対戦チーム             | 勝       | 分       | 敗       |          | 得       | 失       |
| ---------------------- | -------- | -------- | -------- | -------- | -------- | -------- |
| エスポラーダ北海道     | 5        | 3        | 10       |          | 45       | 53       |
| マルバ水戸FC           | 3        | 0        | 1        |          | 17       | 11       |
| バルドラール浦安       | 3        | 3        | 12       |          | 37       | 62       |
| リガーレヴィア葛飾     | 3        | 0        | 1        |          | 20       | 13       |
| フウガドールすみだ     | 3        | 2        | 13       |          | 37       | 74       |
| しながわシティ         | 0        | 0        | 2        |          | 3        | 10       |
| 立川アスレティックFC   | 1        | 4        | 13       |          | 28       | 71       |
| ペスカドーラ町田       | 2        | 4        | 12       |          | 32       | 67       |
| Y.S.C.C.横浜           | 0        | 0        | 0        |          | 0        | 0        |
| 湘南ベルマーレ         | 4        | 3        | 11       |          | 26       | 56       |
| ヴィンセドール白山     | 3        | 1        | 0        |          | 21       | 6        |
| ボアルース長野         | 3        | 1        | 1        |          | 13       | 10       |
| アグレミーナ浜松       | 6        | 7        | 6        |          | 46       | 48       |
| 名古屋オーシャンズ     | 0        | 0        | 18       |          | 25       | 100      |
| シュライカー大阪       | 2        | 0        | 16       |          | 38       | 88       |
| デウソン神戸           | 4        | 0        | 10       |          | 32       | 45       |
| 広島エフ・ドゥ         | 2        | 2        | 0        |          | 14       | 7        |
| ポルセイド浜田         | 3        | 1        | 0        |          | 18       | 9        |
| ミラクルスマイル新居浜 | 2        | 0        | 0        |          | 10       | 2        |
| ボルクバレット北九州   | 0        | 0        | 0        |          | 0        | 0        |
| バサジィ大分           | 6        | 1        | 11       |          | 48       | 74       |
| Fリーグ選抜            | 2        | 1        | 3        |          | 11       | 11       |
| 計                     | 57       | 33       | 140      |          | 521      | 817      |

### 記念ゴール (Fリーグ)
| 号数 | 達成選手                       | 達成年月日     | 対戦相手 | 会場       |
| ---- | ------------------------------ | -------------- | -------- | ---------- |
| 1    | 佐々木諒                       | 2014年6月28日  | 湘南     | 代々木     |
| 100  | 佐々木諒                       | 2015年12月19日 | 浜松     | 町田       |
| 200  | アレハンドロ・メディナ・ロペス | 2017年10月9日  | 浦安     | ゼビオ     |
| 300  | 内野脩麻                       | 2019年1月13日  | 北海道   | きたえーる |

## ユニフォーム
クラブカラー
 黄色、 緑
ユニフォームスポンサー
以下、「2014-19」は「2014-15シーズンから2018-19シーズン」の意。
| 提出個所 | スポンサー名                   | 表記                | 提出年  |
| -------- | ------------------------------ | ------------------- | ------- |
| 胸       | 株式会社ウェルファムフーズ     | 森林どり            | 2019-20 |
| 背上部   |                                |                     |         |
| 背下部   | 東北レヂボン株式会社           | 東北レヂボン        | 2017-20 |
| 袖       |                                |                     |         |
| 肩(鎖骨) | 株式会社ホットハウス           | ホットハウス        | 2015-20 |
| パンツ表 | 株式会社阿部蒲鉾店             | 阿部かま            | 2014-20 |
| パンツ表 | 株式会社ライフサポートシステム | LIFE SUPPORT SYSTEM | 2016-20 |
| パンツ裏 |                                |                     |         |
| パンツ裏 |                                |                     |         |

過去のユニフォームスポンサー
- 株式会社MESSEコーポレーション (FUT MESSE!) (2014-16)
- 株式会社ツアーウエーブ (2014-16)
- 中川企画建築株式会社 (2014-16)
- 株式会社東武 (2014-17)
- 株式会社オブジェクション (トレッカ.com) (2015-17)

ユニフォームサプライヤー
- サッカー グッド・デザイン株式会社(sakka)[39] (2018-)
- ゴルジャパン(gol.) (2015-18)
- アディダス (2014-15)